# 李昌龄
李昌龄（937年—1008年），字天锡，宋州楚丘县（今山东省曹县南）人，宋朝初年政治人物。宋太宗时参知政事。
太平兴国三年（978年）李昌龄举进士，出任大理评事、合州通判。历任将作监丞、右赞善大夫、银州通判。京城开金明池，李昌龄献诗百韵，被宋太宗嘉赏，擢升为右拾遗、直史馆。改任右补阙、出知滁州。又起为淮南（治所在今江苏省扬州市）转运使，转任户部员外郎、知广州。为官不能廉洁自守，淳化二年（991年）召还。因为他多贮辎重，被人上书弹劾。担任知审刑院事、权判吏部流内铨，转任右谏议大夫、充户部使。淳化三年（992年）拜御史中丞，弹劾陕西转运使郑文宝生事边境、筑城沙碛、轻变禁法，郑文宝被贬湖外。至道二年（996年）拜为参知政事，无所建树。至道三年（997年），太宗去世前后，他勾结胡旦、内侍王继恩，谋立楚王赵元佐为皇帝。宋真宗即位后，贬他为忠武军节度使行军司马。咸平二年（999年）入朝为殿中少监，最后以秘书监致仕。大中祥符元年（1008年），李昌龄卒。

## 延伸阅读
[在维基数据编辑]
 《宋史/卷287》，出自脱脱《宋史》